# Aubigné-Racan
Aubigné-Racan là một xã thuộc tỉnh Sarthe trong vùng Pays-de-la-Loire tây bắc nước Pháp. Xã này nằm ở khu vực có độ cao trung bình 31 mét trên mực nước biển.
Thị trấn có giáo đường theo phong cách kiến trúc Rô Man thế kỷ 11.
Aubigné-Racan là địa điểm khảo cổ Cherré, một quần thể Gallo-Roma rộng 20 ha từ thế kỷ 1 đến thế kỷ 3.